# 新島正子
新島 正子（にいじま まさこ、1916年8月17日 - 2014年10月4日）は、沖縄県出身の教育家。料理研究家。沖縄調理師専門学校設立者。沖縄の郷土料理の体系化、テキスト化に尽力した。またテレビ、ラジオ、講演等で活躍し、沖縄料理の発展に貢献した。

## 経歴
1933年、沖縄県立第一高等女学校卒業。1936年、東京家政学院専門部卒業。1938年、結婚を機に満州に渡り、戦後大阪に引き揚げた。夫の急死に伴って帰郷し、1959年、沖縄県初の料理学校である新島料理学院を設立した。1962年、琉球料理研究会を主催し、その普及・指導に当たる。1974年、沖縄調理師専門学校創立し、校長に就任。2001年から2009年まで沖縄満州会の初代会長を務めた。2009年、沖縄調理師専門学校校長を退任。
2014年10月4日午前6時50分、老衰のため南城市の特別養護老人ホームで死去。98歳没。

## 表彰歴
1986年 - 厚生大臣賞受賞
1989年 - 那覇市政功労者表彰
1993年 - 沖縄県功労者表彰
2003年 - 瑞宝双光章受章

## エピソード
- 献立の史料は残っていたものの、具体的なレシピは不明だった琉球王朝の宮廷料理「五段御取持」の再現を行った[要出典]。
- 昭和初期まで那覇の家庭で飲まれていた沖縄独特のお茶「ブクブク茶」を復興するため、1992年沖縄伝統ブクブク茶保存会を立ち上げ[1]、安次富順子と共に研究と再現に努めた。沖縄伝統ブクブクー茶保存会の会長として体験教室を開催。

## 著作
- 『琉球料理』新島料理学院、 1971年
- 『琉球料理 第3版』琉球文教図書、1973年
- 『私の琉球料理』柴田書店、1983年
- 『おきなわの家庭料理』共著、月刊沖縄社、1984年
- 『母と娘が伝える琉球料理と食文化』安次富順子との共著、琉球新報社、2002年